# Greg Maidment
Greg Maidment (* 1. Juni 1983) ist ein kanadischer Skeletonsportler.
Greg Maidment begann 1988 mit dem Skeleton. Seine ersten internationalen Rennen bestritt er 2009 im Skeleton-America’s-Cup. Bei seinem ersten Rennen in Park City wurde er Zehnter. Noch im selben Monat erreichte er als Fünftplatzierter in Calgary seine erste einstellige Platzierung. In der Gesamtwertung wurde der Kanadier Zehnter. In der folgenden Saison wurde Maidment hinter Yuzuru Hanyūda Zweiter im ersten Rennen von Calgary und kam erstmals auf das Podest. Das folgende Rennen in Lake Placid gewann er vor Hanyuda und Hiroyuki Bamba, einen Tag später wurde er an selber Stelle nochmals Zweiter hinter Hanyuda.